# سیمرغ بلورین بهترین موسیقی متن جشنواره فیلم فجر
سیمرغ بلورین موسیقی متن جشنواره فیلم فجر جایزه‌ای است که هر ساله مقارن با سالروز پیروزی انقلاب ایران در سال ۱۳۵۷ طی مراسم اختتامیه جشنواره فیلم فجر به «بهترین موسیقی نوشته شده برای یک اثر بلند سینمایی» اهدا می‌شود. این جایزه را می‌توان یکی از مهم‌ترین جوایز رسمی تعلق گرفته به آهنگسازان از آغاز نظام جمهوری اسلامی در ایران به شمار آورد.

## آمار برندگان و نامزدها

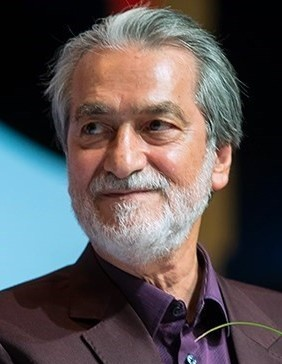
«مجید انتظامی»، با کسب ۵ سیمرغ بلورین و بالاتر از «حسین علیزاده» ، «محمدرضا علیقلی» و «کارن همایونفر» که هر کدام ۴ سیمرغ بلورین کسب کرده اند از موفق‌ترین چهره‌های حاضر در جشنواره فیلم فجر بوده‌اند.

افراد زیر بیش از یک بار نامزد دریافت سیمرغ بهترین موسیقی متن از جشنواره فیلم فجر شده‌اند. فهرست زیر با توجه به تعداد دفعات دریافت سیمرغ بلورین توسط هر یک از آهنگسازان ترتیب‌بندی شده است. تعداد نامزدی هر یک از افراد در کمانک روبروی اسامی آن‌ها آورده شده است.
- ۵- مجید انتظامی (۱۰)
- ۴- محمدرضا علیقلی (۱۵)
- ۴- کارن همایونفر (۱۰)
- ۴- حسین علیزاده (۶)
- ۲- بابک بیات (۹)
- ۲- کامبیز روشن‌روان (۶)
- ۲- مسعود سخاوت دوست (۶)
- ۲- ناصر چشم‌آذر (۵)
- ۲- حامد ثابت (۵)
- ۲- فرهاد فخرالدینی (۴)
- ۲- احمد پژمان (۳)
- ۲- بهزاد عبدی (۴)
- ۱- محمدرضا درویشی (۴)
- ۱- کریستف رضاعی (٣)
- ۱- بامداد افشار (۲)
- ۱- کیوان جهانشاهی (۲)
- ۰- فردین خلعتبری (۸)
- ۰- پیمان یزدانیان (۶)
- ۰- فریدون شهبازیان (۵)
- ۰- علیرضا کهن دیری (۴)
- ۰- ستار اورکی (۳)
- ۰- فریبرز لاچینی (۲)

## فهرست برندگان بهترین موسیقی متن جشنواره فیلم فجر
| دوره | سال  | آهنگساز                 | نام فیلم                        |
| ---- | ---- | ----------------------- | ------------------------------- |
| ۱    | ۱۳۶۱ | اسماعیل تهرانی          | یا زهرا                         |
| ۲    | ۱۳۶۲ | عباس دبیردانش           | چشم تنگ دنیا دار                |
| ۳    | ۱۳۶۳ | کامبیز روشن‌روان         | تاتوره و گل‌های داوودی           |
| ۴    | ۱۳۶۴ | شریف لطفی               | مادیان                          |
| ۵    | ۱۳۶۵ | فرهاد فخرالدینی         | گزارش یک قتل                    |
| ۶    | ۱۳۶۶ | فرهاد فخرالدینی         | پرستار شب                       |
| ۷    | ۱۳۶۷ | مجید انتظامی            | بایسیکل‌ران                      |
| ۸    | ۱۳۶۸ | کریم گوگردچی            | مهاجر                           |
| ۹    | ۱۳۶۹ | بابک بیات               | عروس                            |
| ۱۰   | ۱۳۷۰ | محمدرضا علیقلی          | نرگس                            |
| ۱۱   | ۱۳۷۱ | کیوان جهانشاهی          | سایه‌های هجوم                    |
| ۱۲   | ۱۳۷۲ | ناصر چشم‌آذر             | بلندی‌های صفر و چشم شیطان        |
| ۱۳   | ۱۳۷۳ | مجید انتظامی            | روز واقعه                       |
| ۱۴   | ۱۳۷۴ | حسین علیزاده            | گبه                             |
| ۱۵   | ۱۳۷۵ | بابک بیات               | سرزمین خورشید و مردی شبیه باران |
| ۱۶   | ۱۳۷۶ | مجید انتظامی            | آژانس شیشه‌ای                    |
| ۱۷   | ۱۳۷۷ | حسین علیزاده            | زشت و زیبا                      |
| ۱۸   | ۱۳۷۸ | احمد پژمان              | بوی کافور، عطر یاس              |
| ۱۹   | ۱۳۷۹ | احمد پژمان              | باران                           |
| ۲۰   | ۱۳۸۰ | ناصر چشم‌آذر             | قارچ سمی                        |
| ۲۱   | ۱۳۸۱ | مجید انتظامی            | دیوانه‌ای از قفس پرید            |
| ۲۲   | ۱۳۸۲ | محمدرضا علیقلی          | خداحافظ رفیق                    |
| ۲۳   | ۱۳۸۳ | محمدرضا علیقلی          | خیلی دور، خیلی نزدیک            |
| ۲۴   | ۱۳۸۴ | محمدرضا درویشی          | شهر آشوب                        |
| ۲۵   | ۱۳۸۵ | کامبیز روشن‌روان         | بچه‌های ابدی                     |
| ۲۶   | ۱۳۸۶ | حسین علیزاده            | آواز گنجشک‌ها                    |
| ۲۷   | ۱۳۸۷ | کارن همایون‌فر           | زادبوم                          |
| ۲۸   | ۱۳۸۸ | بهزاد عبدیچان کونگ-وینگ | آلملک سلیمان                    |
| ۲۹   | ۱۳۸۹ | کارن همایون‌فر           | جرم                             |
| ۳۰   | ۱۳۹۰ | حسین علیزاده            | ملکه                            |
| ۳۱   | ۱۳۹۱ | حامد ثابت               | برلین ۷-                        |
| ۳۲   | ۱۳۹۲ | استیون واربک            | روز رستاخیز                     |
| ۳۳   | ۱۳۹۳ | بهزاد عبدی              | مزار شریف                       |
| ۳۴   | ۱۳۹۴ | محمدرضا علیقلی          | امکان مینا و دختر               |
| ۳۵   | ۱۳۹۵ | کریستف رضاعی            | نگار                            |
| ۳۶   | ۱۳۹۶ | کارن همایونفر           | به وقت شام                      |
| ۳۷   | ۱۳۹۷ | امین هنرمند             | قصر شیرین                       |
| ۳۸   | ۱۳۹۸ | بامداد افشار            | پوست                            |
| ۳۹   | ۱۳۹۹ | حامد ثابت               | بی‌همه چیز                       |
| ۴۰   | ۱۴۰۰ | مسعود سخاوت دوست        | موقعیت مهدی                     |
| ۴۱   | ۱۴۰۱ | مسعود سخاوت دوست        | عطرآلود و شماره ۱۰              |
| ۴۲   | ۱۴۰۲ | مجید انتظامی            | مجنون                           |
| ۴۳   | ۱۴۰۳ | کارن همایونفر           | اسفند                           |